# 마빈 캐플란

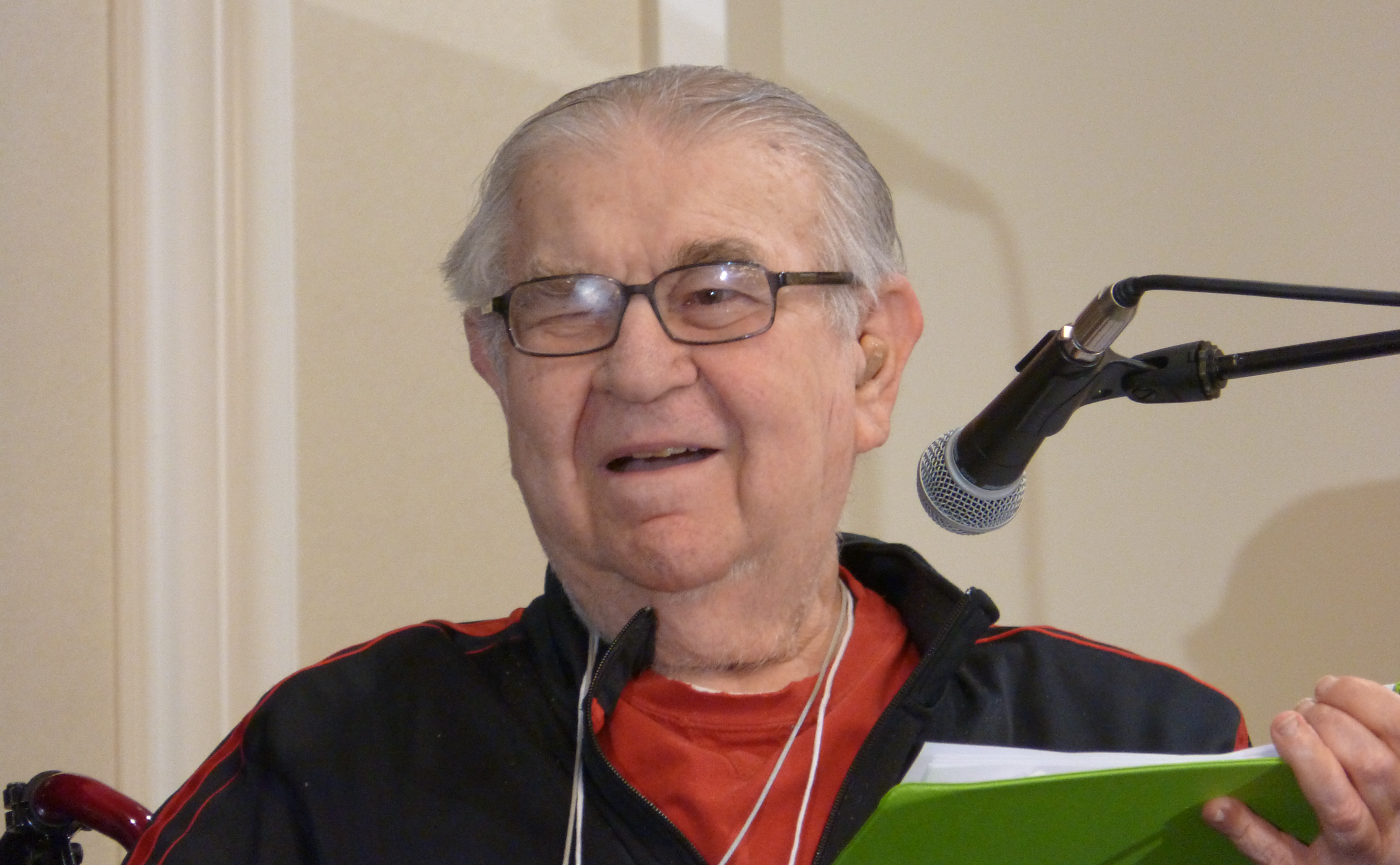

마빈 캐플런(Marvin Kaplan, 1927년 1월 24일 ~ 2016년 8월 25일)은 미국의 배우, 각본가, 영화 제작자이다.
브루클린에서 태어났으며 버뱅크에서 사망하였다. 사인은 심부전이다.

## 출연 작품
- 다크 앤 스토미 나잇 (2009년)
- 벡커 (1998년)
- 위치보드 2 (1993년)
- 광란의 사랑 (1990년)
- 프리키 프라이데이 (1976년)
- 서버드 암 (1973년)
- 그레이트 레이스 (1965년) - 프리스비 역
- 뉴 카인드 오브 러브 (1963년)
- 너티 프로페서 (1963년)
- 매드 매드 대소동 (1963년)
- 외야의 천사들 (1951년)
- 프란시스 (1950년)
- 아담의 갈빗대 (1949년)